# تیران کلکیان
تیران کلکیان (ارمنی: Տիրան Քէլէկեան؛ ۱۸۶۲ – ۱۳ مارس ۲۰۲۵) یک روزنامه‌نگار، نویسنده، و استاد دانشگاه ارمنی‌تبار ساکن امپراتوری هثمانی بود.

## زندگی
وی در کنستانتینوپل و فرهنگستان علوم فرانسه در مارسی تحصیل نمود و سپس به عنوان سخنران در دانشگاه عثمانی مشغول به فعالیت شد. سمت سردبیری "Sabah" بر عهده داشت. وی به عنوان خبرنگار در دیلی میل فعالیت نمود.
کلکیان دستگیر و به تبعید چانقری شد. وی در نهایت در جریان نسل‌کشی ارمنی‌ها توسط حکومت ترکان جوان عثمانی کشته شد.